# Adam Massinger
Adam Massinger (né le 6 septembre 1888 à Feudenheim près de Mannheim - décédé le 21 octobre 1914 à Ypres) était un astronome allemand.
L'astéroïde (760) Massinga porte son nom.

## Biographie
Massinger était le fils d'un aubergiste. Après ses études secondaires, il commença en 1908 à étudier les mathématiques et les sciences à Heidelberg avant de se spécialiser en l'astronomie.
À partir de 1910, Massinger travailla comme assistant à l'observatoire de Heidelberg. En automne 1912, il quitta l'observatoire pour deux ans, pour une formation de Oberlehrer à l'étranger. En avril 1914, il rentra en Allemagne et a été actif en tant que volontaire.
Massinger découvrit son premier corps céleste le 22 mars 1911. Le corps céleste a reçu le nom provisoire "LP 1911" ; en raison du mauvais temps il fut perdu, car Massinger n'avait pas encore pu déterminer l'orbite qui aurait permis de retrouver.
Dans ses dernières années, Massinger chercha des régularités dans la distribution des nébuleuses sur l'ensemble du ciel. Il étudia pour cela plus de 4400 images de nébuleuses.
Il fut engagé dès le début de la Première Guerre mondiale et fut tué le 21 octobre 1914 à Ypres.
| (727) Nipponia   | 11 février 1912  |
| (731) Sorga      | 15 avril 1912    |
| (732) Tjilaki    | 15 avril 1912    |
| (770) Bali       | 31 octobre 1913  |
| (772) Tanete     | 19 décembre 1913 |
| (776) Berbericia | 24 janvier 1914  |
| (785) Zwetana    | 30 mars 1914     |